# Maxdo Centre
Le Maxdo Centre (上海万都中心大厦/万都中心) est un gratte-ciel de bureaux haut de 211 mètres (hauteur du toit) construit à Shanghai en 2002. La hauteur maximale qui inclut deux hampes est de 241 m.
À son achèvement le Maxdo Centre était l'un des plus hauts gratte-ciel de Shanghai.
Le bâtiment a été conçu par l'une des plus importantes agences d'architecture chinoise le East China Architectural Design & Research Institute (ECADI) qui a conçu de nombreux gratte-ciel en Chine, notamment à Shanghai.
La surface de plancher de l'immeuble est de 132 800 m2.